# Jill Bennett
Nora Noel Jill Bennett (Penang, 24 dicembre 1931 – Londra, 4 ottobre 1990) è stata un'attrice britannica.

## Biografia
Attiva in campo teatrale e cinematografico, fece il suo debutto sulle scene nel 1949 al Royal Shakespeare Theatre di Stratford-upon-Avon e quello sul grande schermo nel film L'assassino arriva di notte (1951). A teatro recitò in diversi classici rinascimentali e moderni, tra cui Antonio e Cleopatra (1951) con Laurence Olivier e Vivien Leigh, La cantatrice calva (Londra, 1956), Hedda Gabler (Londra, 1972), Amleto (Londra, 1980) e Mary Stuart (Londra, 1987). Per la sua interpretazione nel ruolo di Pamela in Time Present al Duke of York's Theatre nel 1968 vinse l'Evening Standard Award.
Soffrì a lungo di depressione e si suicidò nel 1990 con un'overdose di barbiturici. Il regista Lindsay Anderson, amico della Bennett, sparse le sue ceneri nel Tamigi.

## Vita privata
Fu sposata con Willis Hall dal 1962 al 1965 e con John Osborne dal 1968 al 1978.

## Filmografia parziale

### Cinema
- L'assassino arriva di notte (The Long Dark Hall), regia di Reginald Beck e Anthony Bushell (1951)
- Moulin Rouge, regia di John Huston (1952)
- Inferno sotto zero (Hell Below Zero), regia di Mark Robson (1954)
- Brama di vivere (Lust for Life), regia di Vincente Minnelli (1956)
- Giungla di cemento (The Criminal), regia di Joseph Losey (1960)
- Il teschio maledetto (The Skull), regia di Freddie Francis (1965)
- Nanny, la governante (The Nanny), regia di Seth Holt (1965)
- I seicento di Balaklava (The Charge of the Light Brigade), regia di Tony Richardson (1968)
- 23 pugnali per Cesare (Julius Caesar), regia di Stuart Burge (1970)
- Demonio dalla faccia d'angelo (Full Circle), regia di Richard Loncraine (1977)
- Solo per i tuoi occhi (For Your Eyes Only), regia di John Glen (1981)
- Britannia Hospital, regia di Lindsay Anderson (1982)
- Lady Jane, regia di Trevor Nunn (1984)
- Il tè nel deserto (The Sheltering Sky), regia di Bernardo Bertolucci (1990)

### Televisione
- ITV Play of the Week – serie TV, 9 episodi (1956-1965)
- Missione segreta (Espionage) – serie TV, episodio 1x17 (1964)
- ABC Stage 67 – serie TV, episodio 1x02 (1966)
- Hello Lola, regia di Christopher Hodson – film TV (1976)
- Paradise Postponed – miniserie TV, 9 puntate (1986)

## Doppiatrici italiane
- Fiorella Betti in Moulin Rouge
- Rina Morelli in Inferno sotto zero
- Maria Pia Di Meo in Brama di vivere
- Rosetta Calavetta ne I seicento di Balaklava
- Anna Miserocchi in Solo per i tuoi occhi